# Recopa Sudamericana 2021
La Recopa Sudamericana 2021 è stata la ventinovesima edizione della Recopa Sudamericana. La competizione ha opposto, con partite di andata e ritorno, i vincitori della Coppa Libertadores dell'anno precedente e i vincitori della Coppa Sudamericana dell'anno precedente, rispettivamente il Palmeiras e il Defensa y Justicia.
Le gare, da disputarsi inizialmente il 10 febbraio e il 3 marzo 2021, sono state posticipate al 7 e al 14 aprile per via della partecipazione del Palmeiras alla Coppa del mondo per club FIFA 2020, tenutasi nel mese di febbraio.
Il Defensa y Justicia si è aggiudicato il trofeo per la prima volta, vincendo per 4-3 ai tiri di rigore, dopo aver perso per 2-1 all'andata e vinto per 2-1 al ritorno.

## Tabellini

### Andata
| Arbitro: | Rojas |

|            |           |                        |
| Romero 58’ | Marcatori | 16’ Rony 75’ G. Scarpa |

### Ritorno
| Arbitro: | González |

|                                         |                      |                                   |
| Veiga 22’ (rig.)                        | Marcatori            | 30’ Romero 90+3’ Benítez          |
| G. Menino L.Adriano Gómez Rony Weverton | Tiri di rigore 3 – 4 | Frías Merentiel Isnaldo Fernández |